# William Carew, 5. Baronet

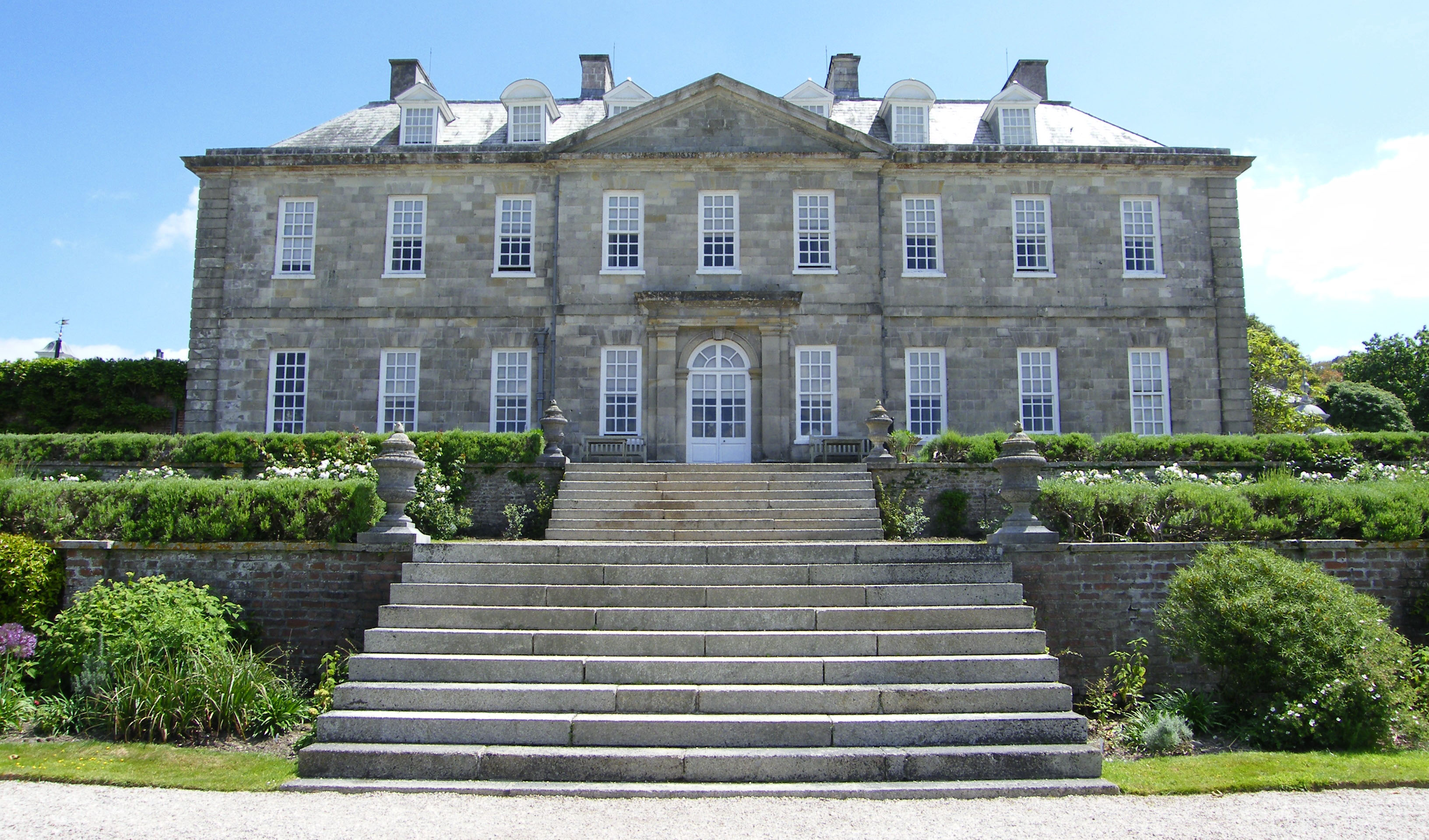
Das von William Carew neu errichtete Herrenhaus von Antony

Sir William Carew, 5. Baronet (* 1689; † 8. März 1744) war ein britischer Adliger und Politiker, der sechsmal als Abgeordneter für das House of Commons gewählt wurde. Er ließ das neue Herrenhaus von Antony errichten.

## Herkunft und Jugend
William Carew entstammte der Familie Carew von Antony, einer alten und angesehenen Familie der Gentry von Cornwall. Er war der zweite Sohn von John Carew, 3. Baronet und dessen dritten Frau Mary Morice. Sein Vater starb bereits 1692, worauf seine Mutter bis zu ihrem Tod 1698 die Erziehung von ihm und seinem älteren Bruder Richard übernahm. Nach ihrem Tod wurde Nicholas Morice, ein Bruder seiner Mutter, Vormund der beiden Jungen. Als Richard Carew im September 1703 neunzehnjährig kinderlos starb, wurde William zum Erben der Besitzungen der Familie Carew von Antony und des Titels Baronet, of Antony in the County of Cornwall. Ab dem 4. September 1707 studierte er am Exeter College in Oxford, wobei er andauernden Streit mit seinem Vormund über die Finanzierung des Studiums hatte. Morice warf ihm Geldverschwendung vor, dazu würde er nicht studieren, sondern seine Zeit im Haus seines Schwagers Godfrey Copley verbringen. Bereits Williams älterer Bruder Richard hatte bei seinem Tod 1703 wegen Geldstreitigkeiten mit seinem Vormund Nicholas Morice seinen persönlichen Besitz seinem Cousin Richard Carew, einem Sohn von Thomas Carew hinterlassen.

## Politische Betätigung
Carews Streit mit seinem Vormund wurde durch unterschiedliche politische Auffassungen verschärft, denn während Morice ein Anhänger der Whigs war, schloss sich Carew, wohl beeinflusst durch die Familie Buller aus Morval, spätestens 1708 den Tories an. Konnte Morice bei der Unterhauswahl 1708 noch eine Kandidatur des minderjährigen Carew verhindern, indem er seinem Verwalter anwies, Carew für eine Kandidatur im Borough Saltash kein Geld zu geben, verzichtete Carew bei der Unterhauswahl 1710 auf eine Kandidatur. Er muss aber wohl gewusst haben, dass der 1710 für Saltash gewählte Alexander Pendarves das Mandat ablehnen würde. In einer Nachwahl wurde der nun volljährige Carew dann am 17. Januar 1711 zum Abgeordneten für Saltash gewählt.
Im November 1711 überwarf er sich endgültig mit seinem ehemaligen Vormund, wobei es ihm gelang, dessen Verwalter Richard Blighe abzuwerben. Im House of Commons trat Carew zunächst nur wenig in Erscheinung, doch er gewann rasch Einfluss und wurde bei der Unterhauswahl im September 1713 als Knight of the Shire für Cornwall gewählt und im Februar 1715 wiedergewählt. Als Tory wurde er beim Jakobitenaufstand 1715 verhaftet und in der Zitadelle von Plymouth inhaftiert. Erst im Februar 1716 kam er gegen eine Kaution wieder frei. Bei den Unterhauswahlen 1722 scheiterte zwar Carews Kandidatur in Saltash, da das Borough inzwischen wegen des neuen Marinestützpunkts Plymouth Dock stark von der Admiralität beeinflusst wurde. Stattdessen kandidierte Carew wieder erfolgreich für Cornwall. Auch in den folgenden Unterhauswahlen bis zu seinem Tod wurde er unangefochten wiedergewählt. Als Tory hatte er jedoch unter den Königen aus dem Haus Hannover keine Möglichkeit, ein politisches Amt zu erhalten. Deshalb betätigte er sich im House of Commons fast nie als Redner und erlangte keine größere Bedeutung. 1722 stand er in Verbindung mit Agenten von Francis Atterbury und noch 1743 wurde er über eine für eine im Frühjahr 1744 geplante französische Invasion informiert, um die hannoverischen Könige zu stürzen. Er starb jedoch noch vor dem Jakobitenaufstand von 1745.

## Heirat einer reichen Erbin und Neubau von Antony
Da Carew durch die Thronfolge der Hannoveraner eine politische Karriere versagt war, wandte er sich dem Bauen zu. 1712 hatte er sich mit Anne Coventry, der einzigen Tochter von Gilbert Coventry, 4. Earl of Coventry und dessen Frau Dorothy Keyt verlobt. Die Heirat fand Ende 1713 oder im Januar 1714 statt. Als einzige Tochter hatte seine Frau von ihrem Vater eine reiche Mitgift von £ 3000 erhalten, dazu hatte ihr Vater zugesagt, ihr jährlich weitere £ 500 zu zahlen. Ab Juli 1713 ließ Carew in Antony einen neuen Garten anlegen und ab 1718 ließ er ein neues Herrenhaus errichten. Carews Inhaftierung 1715 gefährdete seine Vorhaben, ebenso eine zweite Ehe seines Schwiegervaters. Dieser hatte im Juni 1715 die junge Anne Master geheiratet. Sollte Coventry aus dieser Ehe einen Sohn bekommen, so würde dieser anstelle von Carews Frau sein Erbe.  Coventrys Ehe blieb jedoch kinderlos, und er starb im Oktober 1719. Nach einem längeren Rechtsstreit mit seiner Witwe konnte Carew das Erbe antreten. Zwar verlor auch er durch das Platzen der Südseeblase 1720 Geld, doch blieb er weiter ein vermögender Landadliger. Um 1724 wurde das neue Antony House fertiggestellt.
Carews Frau starb 1733. Mit ihr hatte er einen Sohn, Coventry Carew (um 1716–1748), der sein Erbe wurde.